# Ón-szelenid
Az ón-szelenid, más néven ón(II)-szelenid szervetlen vegyület, képlete SnSe. Az elemek közvetlen reakciójával lehet előállítani 350 °C feletti hőmérsékleten.

## Fordítás
Ez a szócikk részben vagy egészben  a   Tin selenide című angol Wikipédia-szócikk ezen változatának fordításán alapul.  Az eredeti cikk szerkesztőit annak laptörténete sorolja fel. Ez a jelzés csupán a megfogalmazás eredetét és a szerzői jogokat jelzi, nem szolgál a cikkben szereplő információk forrásmegjelöléseként.